# Балургхат
Ба́лургхат (англ. Balurghat) — город в индийском штате Западная Бенгалия. Административный центр округа Южный Динаджпур. Средняя высота над уровнем моря — 25 метров. По данным всеиндийской переписи 2001 года, в городе проживало 135 516 человек, из которых мужчины составляли 51 %, женщины — соответственно 49 %. Уровень грамотности взрослого населения составлял 78,8 % (при общеиндийском показателе 59,5 %). Уровень грамотности среди мужчин составлял 82,5 %, среди женщин — 75,7 %. 9 % населения было моложе 6 лет.